# Félix Doh
Felix Doh (falecido em 25 de abril de 2003) foi um líder rebelde da Costa do Marfim. Ele foi o chefe do Movimento Popular Marfinense do Grande Oeste (MPIGO), cuja principal área de ação foi a região ao redor da cidade de Danané, no oeste do país, durante a guerra civil que foi travada na Costa do Marfim do final de 2002 ao início de 2003.
Teria lutado inicialmente ao lado de mercenários liberianos, porém mais tarde eclodiram combates entre os rebeldes costa-marfinenses e estes mercenários em abril de 2003. Doh teria sido morto pelos mercenários liberianos, liderados por Sam Bockarie, em circunstâncias incertas.